# 潘德赖
潘德赖（法語：Pindray，法語發音：[pɛ̃dʁɛ]）是法国新阿基坦大区维埃纳省的一个市镇，位于该省东部偏南，属于蒙莫里永区。

## 地理
潘德赖（46°29'28"N, 0°48'43"E）面积26.74 平方千米，位于法国新阿基坦大区维埃纳省，该省份为法国中西部省份，北起曼恩-卢瓦尔省和安德尔-卢瓦尔省，西接德塞夫勒省，南至夏朗德省，东南接上维埃纳省，东临安德尔省。
与潘德赖接壤的市镇（或旧市镇、城区）包括：沙佩勒维维耶、茹埃、莱涅叙方丹、蒙莫里永、锡拉尔。

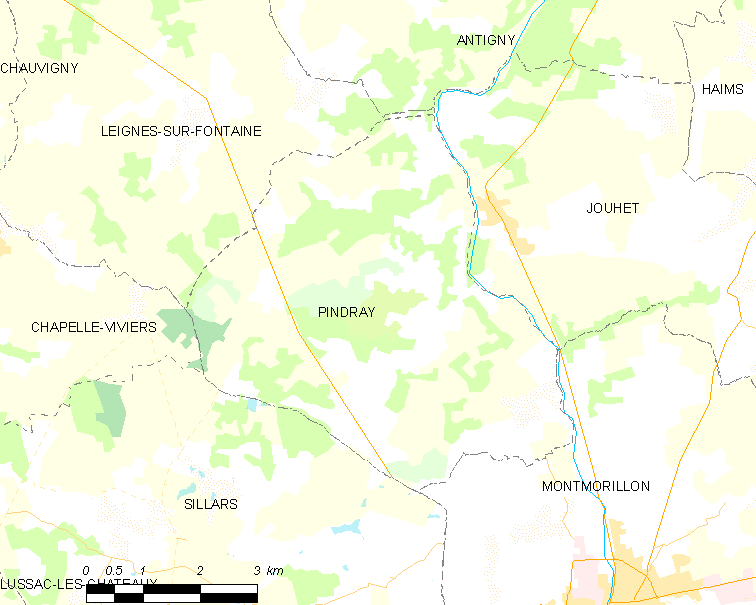
潘德赖的OSM定位图

潘德赖的时区为UTC+01:00、UTC+02:00（夏令时）。

## 行政
潘德赖的邮政编码为86500，INSEE市镇编码为86191。

## 政治
潘德赖所属的省级选区为蒙莫里永县。

## 人口

1962-2008年间潘德赖人口变化图示

潘德赖于2022年1月1日时的人口数量为248人。